# Cryptopsaras couesii
El demonio marino de triple verruga (Cryptopsaras couesii) es un pez actinopterigio de la familia ceratiidae que habita los océanos, entre los 1.000 y 3.000 metros de profundidad. Las hembras llegan a medir hasta 30 cm, mientras que los machos solo alcanzan los 3 cm. Pertenece al orden de los lophiiformes.
Esta especie presenta un dimorfismo sexual extremo. Las hembras son más típicas en aspecto a los lophiiformes, mientras que los machos son criaturas minúsculas rudimentarias con un sistema digestivo atrofiado.
Cuando un macho en estado adulto encuentra una hembra, deja de actuar como organismo independiente y se convierte en un parásito, uniéndose a la piel de la hembra. Desde ese momento, ya no se alimentará por sí mismo, sino que dependerá de la sangre de la hembra para su nutrición. A cambio del alimento que se le provee, el macho producirá esperma para fertilizar los óvulos de la hembra.